# Fabiola León-Velarde
Fabiola León-Velarde est une physiologiste péruvienne spécialiste du mal chronique des montagnes. 

## Biographie
Titulaire d'un doctorat en sciences, mention physiologie, obtenu à l'UPCH en 1986 (Universidad Peruana Cayetano Heredia (es)), elle devient par la suite rectrice de cette même université. En juillet 2017, à l'âge de 61 ans, elle est nommée par le conseil des ministres à la tête du CONCYTEC, l'institution chargée de coordonner la recherche publique au Pérou. Elle a obtenu plusieurs distinctions nationales, dont l'ordre national du mérite féminin en 2012, et a été nommée par le Congrès de la République parmi les péruviens remarquables de l'année 2015. Elle est également chevalière de l'ordre de la Légion d'honneur.